# El Cedral, Quintana Roo
El Cedral är en ort i Mexiko.   Den ligger i kommunen Othón P. Blanco och delstaten Quintana Roo, i den östra delen av landet, 1 100 km öster om huvudstaden Mexico City. El Cedral ligger 97 meter över havet och antalet invånare är 284.
Terrängen runt El Cedral är platt. Runt El Cedral är det glesbefolkat, med 16 invånare per kvadratkilometer. El Cedral är det största samhället i trakten. I omgivningarna runt El Cedral växer i huvudsak städsegrön lövskog.